# Patrick LaFontaine
Pour les articles homonymes, voir Lafontaine.
Temple de la renommée : 2003
Temple de la renommée américain : 2003
Patrick Michael LaFontaine (né le 22 février 1965 à Saint-Louis, dans l'État du Missouri aux États-Unis) est un joueur professionnel de hockey sur glace.

## Biographie
Après avoir connu une saison exceptionnelle en 1982-1983 dans la Ligue de hockey junior majeur du Québec avec le Junior de Verdun en récoltant 234 points en seulement 70 rencontres, il est repêché au premier tour par les Islanders de New York lors du repêchage d'entrée dans la LNH 1983. Il devient dès la saison suivante un joueur important pour cette franchise et évolue sur le même trio que Mike Bossy et Bryan Trottier. 
Après avoir été échangé aux Sabres de Buffalo en compagnie de Randy Wood et de Randy Hillier en retour de Pierre Turgeon, Uwe Krupp, Benoît Hogue et Dave McLlwain, il devient un des meilleurs joueurs de l'histoire de cette franchise. Il connaît d'ailleurs sa meilleure saison en carrière en 1992-1993. Cette saison-là, il récolte 95 assistances pour 148 points en 84 rencontres. Lors des deux saisons qui suivent, LaFontaine ne joue que 38 parties sur 132 parties possibles.
En 1997-1998, il signe avec les Rangers de New York et décide de prendre sa retraite à la fin de cette saison à la suite d'une collision avec son coéquipier, Mike Keane, qui lui entraîne une nouvelle commotion.
Sa carrière s'achève après quinze saisons dans la LNH où il a récolté plus de mille points en saison régulière et participé à une finale de la Coupe Stanley.
Le 13 novembre 2013, il est nommé président des opérations hockey de l'organisation des Sabres de Buffalo alors que l'équipe venait de congédier le directeur général Darcy Regier. Près de quatre mois plus tard, il démissionne de son poste avec les Sabres le 1er mars 2014 avant que la saison 2013-2014 ne se termine.

## Statistiques
| Saison     | Équipe                | Ligue      |     | Saison régulière | Saison régulière | Saison régulière | Saison régulière | Saison régulière |    | Séries éliminatoires | Séries éliminatoires | Séries éliminatoires | Séries éliminatoires | Séries éliminatoires |
| Saison     | Équipe                | Ligue      | PJ  | B                | A                | Pts              | Pun              | PJ               | B  | A                    | Pts                  | Pun                  |                      |                      |
| 1982-1983  | Junior de Verdun      | LHJMQ      | 70  | 104              | 130              | 234              | 10               | 15               | 11 | 24                   | 35                   | 4                    |                      |                      |
| 1983-1984  | Islanders de New York | LNH        | 15  | 13               | 6                | 19               | 6                | 16               | 3  | 6                    | 9                    | 8                    |                      |                      |
| 1984-1985  | Islanders de New York | LNH        | 67  | 19               | 35               | 54               | 32               | 9                | 1  | 2                    | 3                    | 4                    |                      |                      |
| 1985-1986  | Islanders de New York | LNH        | 65  | 30               | 23               | 53               | 43               | 3                | 1  | 0                    | 1                    | 0                    |                      |                      |
| 1986-1987  | Islanders de New York | LNH        | 80  | 38               | 32               | 70               | 70               | 14               | 5  | 7                    | 12                   | 10                   |                      |                      |
| 1987-1988  | Islanders de New York | LNH        | 75  | 47               | 45               | 92               | 52               | 6                | 4  | 5                    | 9                    | 8                    |                      |                      |
| 1988-1989  | Islanders de New York | LNH        | 79  | 45               | 43               | 88               | 26               | -                | -  | -                    | -                    | -                    |                      |                      |
| 1989-1990  | Islanders de New York | LNH        | 74  | 54               | 51               | 105              | 38               | 2                | 0  | 1                    | 1                    | 0                    |                      |                      |
| 1990-1991  | Islanders de New York | LNH        | 75  | 41               | 44               | 85               | 42               | -                | -  | -                    | -                    | -                    |                      |                      |
| 1991-1992  | Sabres de Buffalo     | LNH        | 57  | 46               | 47               | 93               | 98               | 7                | 8  | 3                    | 11                   | 4                    |                      |                      |
| 1992-1993  | Sabres de Buffalo     | LNH        | 84  | 53               | 95               | 148              | 63               | 7                | 2  | 10                   | 12                   | 0                    |                      |                      |
| 1993-1994  | Sabres de Buffalo     | LNH        | 16  | 5                | 13               | 18               | 2                | -                | -  | -                    | -                    | -                    |                      |                      |
| 1994-1995  | Sabres de Buffalo     | LNH        | 22  | 12               | 15               | 27               | 4                | 5                | 2  | 2                    | 4                    | 2                    |                      |                      |
| 1995-1996  | Sabres de Buffalo     | LNH        | 76  | 40               | 51               | 91               | 36               | -                | -  | -                    | -                    | -                    |                      |                      |
| 1996-1997  | Sabres de Buffalo     | LNH        | 13  | 2                | 6                | 8                | 4                | -                | -  | -                    | -                    | -                    |                      |                      |
| 1997-1998  | Rangers de New York   | LNH        | 67  | 23               | 39               | 62               | 36               | -                | -  | -                    | -                    | -                    |                      |                      |
| Totaux LNH | Totaux LNH            | Totaux LNH | 865 | 468              | 545              | 1 013            | 552              | 69               | 26 | 36                   | 62                   | 36                   |                      |                      |